# J. League Division 2 2014
La J. League Division 2 2014 fue la decimosexta temporada de la J. League Division 2. Contó con la participación de veintidós equipos. El torneo comenzó el 2 de marzo y terminó el 23 de noviembre de 2014.
Los nuevos participantes fueron, por un lado, los equipos descendidos de la J. League Division 1: Shonan Bellmare y Oita Trinita, ambos ascendidos a primera división en 2012, junto con Júbilo Iwata, que hizo su debut en el torneo. Por otro lado, el que ascendió de la Japan Football League: Kamatamare Sanuki, que también tuvo su primera participación en este certamen.
El campeón fue Shonan Bellmare, por lo que ascendió a Primera División. Por otra parte, salió subcampeón Matsumoto Yamaga, quien también ganó su derecho a disputar la J1 League. Además, Montedio Yamagata ganó el torneo reducido por el tercer ascenso, de manera tal que se transformó en el último ascendido a la máxima categoría.
En lo que se refiere a descensos, Kataller Toyama perdió la categoría después de terminar último en la tabla de posiciones y pasó a disputar la J3 League tras estar seis años en la segunda liga japonesa.

## Ascensos y descensos
| Pos  | Descendidos de la J. League Division 2 2013 |
| ---- | ------------------------------------------- |
| 22.º | Gainare Tottori                             |

| Torneo | Ascendidos a la J. League Division 2 2014 |
| ------ | ----------------------------------------- |
| JFL    | Kamatamare Sanuki                         |

| Pos | Ascendidos a la J. League Division 1 2014 |
| --- | ----------------------------------------- |
| 1.º | Gamba Osaka                               |
| 2.º | Vissel Kobe                               |
| 4.º | Tokushima Vortis                          |

| Pos  | Descendidos de la J. League Division 1 2013 |
| ---- | ------------------------------------------- |
| 16.º | Shonan Bellmare                             |
| 17.º | Júbilo Iwata                                |
| 18.º | Oita Trinita                                |

## Reglamento de juego
El torneo se disputó en un formato de todos contra todos a ida y vuelta, de manera tal que cada equipo debió jugar un partido de local y uno de visitante contra sus otros veintiún contrincantes. Una victoria se puntuaba con tres unidades, mientras que el empate valía un punto y la derrota, ninguno.
Para desempatar se utilizaron los siguientes criterios:
1. Puntos
2. Diferencia de goles
3. Goles anotados
4. Resultados entre los equipos en cuestión
5. Desempate o sorteo

Los dos equipos con más puntos al final del campeonato ascenderían a la J1 League 2015.
El tercer ascenso fue determinado por un torneo reducido de dos rondas entre los equipos ubicados de la 3.ª a la 6.ª posición. En las semifinales jugarían el tercero contra el sexto por un lado y el cuarto contra el quinto por el otro; el mejor clasificado en la temporada sería local. En caso de empate en los 90 minutos, el club con mejor colocación en la J. League Division 2 avanzaría de ronda. La final tendría lugar en el Estadio Ajinomoto, y el ganador ascendería a la J1 League 2015.
El último de la tabla de posiciones descendería automáticamente a la J3 League 2015, mientras que se jugarían dos partidos de promoción entre el penúltimo de la segunda división y el subcampeón de la J3 League 2014.

## Tabla de posiciones
| Pos. | Equipo              | Pts. | PJ | G  | E  | P  | GF | GC | Dif. | Ascenso o descenso                            |
| ---- | ------------------- | ---- | -- | -- | -- | -- | -- | -- | ---- | --------------------------------------------- |
| 1    | Shonan Bellmare (C) | 101  | 42 | 31 | 8  | 3  | 86 | 25 | +61  | Ascendido a J1 League 2015                    |
| 2    | Matsumoto Yamaga    | 83   | 42 | 24 | 11 | 7  | 65 | 35 | +30  | Ascendido a J1 League 2015                    |
| 3    | JEF United Chiba    | 68   | 42 | 18 | 14 | 10 | 55 | 44 | +11  | Reducido por el 3.er ascenso a J1 League 2015 |
| 4    | Júbilo Iwata        | 67   | 42 | 18 | 13 | 11 | 67 | 55 | +12  | Reducido por el 3.er ascenso a J1 League 2015 |
| 5    | Giravanz Kitakyushu | 65   | 42 | 18 | 11 | 13 | 50 | 50 | 0    |                                               |
| 6    | Montedio Yamagata   | 64   | 42 | 18 | 10 | 14 | 57 | 44 | +13  | Reducido por el 3.er ascenso a J1 League 2015 |
| 7    | Oita Trinita        | 63   | 42 | 17 | 12 | 13 | 52 | 55 | −3   |                                               |
| 8    | Fagiano Okayama     | 61   | 42 | 15 | 16 | 11 | 52 | 48 | +4   |                                               |
| 9    | Kyoto Sanga         | 60   | 42 | 14 | 18 | 10 | 57 | 52 | +5   |                                               |
| 10   | Consadole Sapporo   | 59   | 42 | 15 | 14 | 13 | 48 | 44 | +4   |                                               |
| 11   | Yokohama F.C.       | 55   | 42 | 14 | 13 | 15 | 49 | 47 | +2   |                                               |
| 12   | Tochigi S.C.        | 55   | 42 | 15 | 10 | 17 | 52 | 58 | −6   |                                               |
| 13   | Roasso Kumamoto     | 54   | 42 | 13 | 15 | 14 | 45 | 53 | −8   |                                               |
| 14   | V-Varen Nagasaki    | 52   | 42 | 12 | 16 | 14 | 45 | 42 | +3   |                                               |
| 15   | Mito HollyHock      | 50   | 42 | 12 | 14 | 16 | 46 | 46 | 0    |                                               |
| 16   | Avispa Fukuoka      | 50   | 42 | 13 | 11 | 18 | 52 | 60 | −8   |                                               |
| 17   | F.C. Gifu           | 49   | 42 | 13 | 10 | 19 | 54 | 61 | −7   |                                               |
| 18   | Thespakusatsu Gunma | 49   | 42 | 14 | 7  | 21 | 45 | 54 | −9   |                                               |
| 19   | Ehime F.C.          | 48   | 42 | 12 | 12 | 18 | 54 | 58 | −4   |                                               |
| 20   | Tokyo Verdy         | 42   | 42 | 9  | 15 | 18 | 31 | 48 | −17  |                                               |
| 21   | Kamatamare Sanuki   | 33   | 42 | 7  | 12 | 23 | 34 | 71 | −37  | Promoción J2/J3                               |
| 22   | Kataller Toyama     | 23   | 42 | 5  | 8  | 29 | 28 | 74 | −46  | Descendido a J3 League 2015                   |

 Fuente: J. League Data Site: 2014 J.LEAGUE Division 2 League table
Criterios de clasificación: 1) puntos; 2) diferencia de goles; 3) número de goles marcados; 4) resultados entre los equipos en cuestión.

## Torneo reducido por el tercer ascenso
Como Giravanz Kitakyushu, el quinto en la tabla de posiciones, no recibió una licencia para la J1 League, se le negó la participación en el reducido. Esto tuvo como consecuencia un cambio en los enfrentamientos: el tercero JEF United Chiba fue clasificado directamente a la final, mientras que el cuarto Júbilo Iwata y el sexto Montedio Yamagata determinaron al segundo finalista en un cruce entre sí.

### Cuadro de desarrollo
|  | Semifinal | Semifinal         | Semifinal        |                   |   | Final | Final | Final |  |
|  |           |                   |                  |                   |   |       |       |       |  |
|  |           |                   |                  |                   |   |       |       |       |  |
|  |           |                   |                  |                   |   |       |       |       |  |
|  |           |                   |                  |                   |   |       |       |       |  |
|  |           |                   |                  |                   |   |       |       |       |  |
|  |           | 3                 | JEF United Chiba | 0                 |   |       |       |       |  |
|  |           |                   |                  | 0                 |   |       |       |       |  |
|  |           |                   | 6                | Montedio Yamagata | 1 |       |       |       |  |
|  | 4         | Júbilo Iwata      | 6                | Montedio Yamagata | 1 | 1     |       |       |  |
|  | 4         | Júbilo Iwata      |                  |                   |   | 1     |       |       |  |
|  | 6         | Montedio Yamagata | 2                |                   |   |       |       |       |  |
|  | 6         | Montedio Yamagata | 2                |                   |   |       |       |       |  |
|  |           |                   |                  |                   |   |       |       |       |  |

### Semifinal
| 30 de noviembre de 2014, 13:04 (UTC+9) | Júbilo Iwata   | 1:2 (1:1) | Montedio Yamagata           | Estadio Yamaha, Iwata                                   |                                                         |
|                                        | Yamazaki 45+3' | Reporte   | Diego 26' · Yamagishi 90+2' | Asistencia: 11.239 espectadores Árbitro(s): Jumpei Iida | Asistencia: 11.239 espectadores Árbitro(s): Jumpei Iida |

### Final
| 7 de diciembre de 2014, 15:30 (UTC+9) | JEF United Chiba | 0:1 (0:1) | Montedio Yamagata | Estadio Ajinomoto, Chōfu                                  |                                                           |
|                                       |                  | Reporte   | Yamazaki 37'      | Asistencia: 35.504 espectadores Árbitro(s): Hajime Matsuo | Asistencia: 35.504 espectadores Árbitro(s): Hajime Matsuo |

Montedio Yamagata se transformó en el tercer ascendido a la J1 League 2015.

## Promoción J2/J3
| 30 de noviembre de 2014, 12:33 (UTC+9) | Nagano Parceiro | 0:0     | Kamatamare Sanuki | Estadio Atlético, Nagano                                |                                                         |
|                                        |                 | Reporte |                   | Asistencia: 8.944 espectadores Árbitro(s): Itaru Hirose | Asistencia: 8.944 espectadores Árbitro(s): Itaru Hirose |

| 7 de diciembre de 2014, 12:33 (UTC+9) | Kamatamare Sanuki | 1:0 (0:0) | Nagano Parceiro | Estadio Pikara, Marugame                               |                                                        |
|                                       | Kijima 71'        | Reporte   |                 | Asistencia: 6.170 espectadores Árbitro(s): Kenji Ōgiya | Asistencia: 6.170 espectadores Árbitro(s): Kenji Ōgiya |

Kamatamare Sanuki ganó por 1 a 0 en el marcador global y se mantuvo en la Segunda División para la temporada 2015, al mismo tiempo que Nagano Parceiro permaneció en la J3 League.

## Campeón
|                                     |
|                                     |
| Campeón Shonan Bellmare 1.er título |